# Міф про Леоніда
«Міф про Леоніда» — радянський художній фільм 1991 року, режисера Дмитра Долиніна за сценарієм Павла Фінна, що розвиває одну з версій вбивства Леонідом Ніколаєвим видного радянського політичного діяча, керівника Ленінградської парторганізації ВКП (б) Сергія Кірова.

## Сюжет
Індивідуальний бунт «маленької людини» Леоніда Ніколаєва перетворюється в підсумку в один з найбільш гучних судових процесів 30-х років XX століття. На противагу офіційній політичній версії вбивства, вцілілий під час «чисток» генерал НКВД О. М. Орлов (на Заході О. Орлова називали генералом, тому що його звання майор держбезпеки відповідало армійському званню комбрига) викладає свою, побутову версію вбивства, в якій Ніколаєв постає героєм, що зробив замах на життя тирана.

## У ролях
- Сергій Гамов — «маленька людина», Леонід Ніколаєв, головний герой
- Нийоле Нармонтайте — Мільда Драуле
- Анжеліка Неволіна — Маруся
- Борис Бірман — Роман
- Габріель Воробйов — співробітник НКВД
- Ольга Тарасенко — епізод
- Валерій Кравченко — Гліб Іванович
- Віктор Бичков — сексот
- Борис Кожем'якін — Сергій Кіров
- Тетяна Пилецька — Фіра Абрамівна
- Любов Соколова — епізод
- Зоя Буряк — секретарка Вірочка

## Знімальна група
- Режисер — Дмитро Долинін
- Сценарист — Павло Фінн
- Оператор — Лев Колганов
- Композитор — Геннадій Банщиков
- Художник — Володимир Банних